# Leioproctus ferrisi
Leioproctus ferrisi là một loài Hymenoptera trong họ Colletidae. Loài này được Rayment mô tả khoa học năm 1935.